# Медгар Еверс
Медгар Вајли Еверс (2. јул 1925 - 12. јун 1963) био је амерички активиста за грађанска права у Мисисипију, државни теренски секретар за НААЦП и ветеран из Другог светског рата који је служио у Војсци Сједињених Држава. Радио је на томе да укине сегрегацију на Универзитету у Мисисипију, да оконча сегрегацију јавних објеката и прошири могућности за Афроамериканце, што је подразумевало и спровођење гласачких права.

## Биографија
Еверс је рођен 2. јула 1925. године у Декејтуру у држави Мисисипи, треће од петоро деце (укључујући старијег брата Чарлса Еверса) Џеси (Рајт) и Џејмса Еверса. Породица је обухватала Џесијево двоје деце из претходног брака. Породица Еверс поседовала је малу фарму, а Џејмс је такође радио у пилани. Еверс и његова браћа и сестре ходали су 19 километара дневно да би похађали одвојене школе; на крају је Медгар стекао диплому средње школе.
Еверс је служио у војсци Сједињених Држава током Другог светског рата од 1943. до 1945. Послат је у Европу, где се борио у бици за Нормандију јуна 1944. По завршетку рата, Еверс је часно отпуштен као водник.
1948. године Еверс се уписао на Пољопривредно-механички колеџ Алкорн (историјски црни колеџ, данас Државни универзитет Алкорн), смер пословна администрација. Такође се такмичио у дебатним, фудбалским и стазама, певао у хору и био председник млађе класе. Дипломирао је уметност 1952.
Дана 24. децембра 1951. оженио се школском колегицом Мирли Бисли. Заједно су имали троје деце: Дарел Кениата, Рина Денис и Џејмс Ван Дајк Еверс.

## Активизам
Пар се преселио у Моунд Бајо, Мисисипи, град који су развили Афроамериканци, где је Еверс постао продавач компаније за узајамно животно осигурање Магнолија Т. Р. М. Ховарда. Еверс је такође био председник Регионалног савета црначког вођства (РЦНЛ), који је почео да организује акције за грађанска права; Еверс је помогао у организовању бојкота бензинских пумпи РЦНЛ-а који је црнцима негирао употребу тоалет станица. Еверс и његов брат Чарлс присуствовали су годишњим конференцијама РЦНЛ-а у Моунд Бајоу између 1952. и 1954. године, које су привукле публику од 10.000 људи и више.
1954. године, након одлуке Врховног суда САД да су одвојене јавне школе неуставне, Еверс се пријавио на правни факултет Универзитета у Мисисипију, који је подржала држава, али је његова пријава одбијена због његове расе. Пријаву је поднео као део тест случаја од стране НААЦП.
Дана 24. новембра 1954. године, Еверс је именован за првог теренског секретара НААЦП-а за Мисисипи. На овом положају је помагао у организовању бојкота и успостављању нових локалних поглавља НААЦП. Био је умешан у напоре Џејмса Мередита да се упише на Универзитет у Мисисипију почетком 1960-их.
Еверс је такође подстакао др. Џилберта Мејсона старијег у његовом организовању Biloxi wade-ins 1959. до 1963. године, протестујући против сегрегације градских јавних плажа на обали залива Мисисипи. Еверс је спроводио акције помоћи интеграцији Џексонових аутобуса у приватном власништву и покушавао је интегрирати јавне паркове. Водио је акције за регистрацију бирача, а бојкоте је користио за интеграцију школа округа Лик и државног сајма у Мисисипију.
Еверсово вођство за грађанска права, заједно са истражним радом, учинило га је метом белих супремациста. Након одлуке Brown v. Board of Education, локални белци основали су Савет белих грађана у Мисисипију, а покренута су и бројна локална поглавља, како би се одупрли интеграцији школа и осталих установа. У недељама пре него што је Еверс убијен, наишао је на нови ниво непријатељства. Његове јавне истраге линча над чикашким тинејџером Еметом Тилом у Мисисипију 1955. године и његова гласна подршка Клајд Кенарду учиниле су га истакнутим црначким вођом. Затим је 28. маја 1963. године Молотовљев коктел бачен на надстрешницу његовог дома. Седмог јуна 1963. године Еверса је замало срушио аутомобил након што је изашао из канцеларије НААЦП у Џексону у држави Мисисипи.

## Атентат
Медгар Еверс је живео под сталном претњом смрћу. У Џексону и његовим предграђима било је присутно велико становништво беле супремације и Кју Клукс Клана. Ризик је био толико висок да су Еверс и његова супруга Мирли пре његове смрти обучили децу о томе шта треба радити у случају пуцњаве, бомбардовања или друге врсте напада на њихове животе. Еверс, кога су кући редовно пратила најмање два аутомобила ФБИ-ја и један полицијски аутомобил, стигао је у његову кућу без пратње. Ниједна његова уобичајена заштита није била присутна из разлога које нису навели ФБИ, ни локална полиција. Постоје спекулације да су многи припадници полицијских снага у то време били припадници Клана.
У рано јутро у среду, 12. јуна 1963. године, само неколико сати након обраћања председника Џона Ф. Кенедија на националној телевизији о грађанским правима, Еверс се зауставио на његовом прилазу након повратка са састанка са адвокатима НААЦП. Еверсова породица се тог дана бринула за његову сигурност, а сам Еверс упозорио је супругу да се осећа у већој опасности него обично. Када је стигао кући, Еверсова породица га је чекала и његова деца су узвикнула његовој жени Мирли да је стигао. Излазећи из аутомобила и носећи НААЦП мајице на којима је писало „Џим Кроу мора отићи“, Еверс је погођен у леђа метком из пушке Енфилд 1917; метак му је прошао кроз срце. Првобитно бачен на земљу од снаге метка, Еверс је устао и затетурао 10 метара, пре него што се срушио испред његових улазних врата. Његова супруга Мирли је била прва која га је пронашла. Пребачен је у локалну болницу у Џексону, где му је у почетку одбијен улазак због расе. Његова породица је објаснила ко је он и он је примљен; умро је у болници 50 минута касније. Имао је само 37 година. Еверс је био први Афроамериканац који је примљен у потпуно белу болницу у Мисисипију. Уступила је жалост на националном нивоу, а Еверс је сахрањен 19. јуна на националном гробљу Арлингтон, где је добио пуне војне почасти пред гомилом од више од 3.000 људи.
Након убиства Еверса, процењује се да је 5.000 људи кренуло од масонског храма у улици Линч до погребног завода Колинс у улици Норт Фариш у Џексону. Поворку су предводили Ален Џонсон, велечасни Мартин Лутер Кинг Јр. и други лидери грађанских права. Полиција у Мисисипију дошла је припремљена са заштитном опремом и пушкама у случају да протести постану насилни. Иако су напетости у почетку биле велике у застоју између полиције и учесника марша, како у Џексону, тако и у многим сличним маршевима широм државе, лидери покрета задржали су ненасиље међу својим следбеницима.

## Суђења
Дана 21. јуна 1963. године, Бајрон Де Ла Беквит, продавац ђубрива и члан Грађанског савета (а касније и Ку Клук Клана), ухапшен је због убиства Еверса. Окружни тужилац и будући гувернер Бил Валер правно је гонио Де Ла Беквита. Потпуно бела порота у фебруару и априлу 1964. зашли су у кривицу Де Ла Беквита, али нису успели да донесу пресуду. У то време, већина црнаца била је обесправљена због устава Мисисипија и праксе регистрације бирача; то је значило да су такође искључени из пороте која је извучена из групе регистрованих бирача.
Мирли Еверс није одустала од борбе за осуду убице свог супруга. Чекала је док у округу не буде именован нови судија који ће њен случај против Де Ла Беквита вратити у судницу. 1994. године држава је гонила Де Ла Беквита на основу нових доказа. Боби ДеЛаугтер је био тужилац. Током суђења, тело Еверса је ексхумирано ради обдукције. Де Ла Беквит је осуђен за убиство 5. фебруара 1994. године, након што је већи део три деценије након убиства живео као слободан човек. (Био је у затвору од 1977. до 1980. по одвојеним оптужбама: завера за убиство А. И. Ботника.) 1997. Де Ла Беквит се жалио на своју осуђујућу пресуду у случају Еверс, али је Врховни суд у Мисисипију то потврдио. Умро је у 80. години у затвору 21. јануара 2001.

## Наслеђе
Еверса су меморијализовали водећи Мисисипи и национални аутори, црни и бели: Џејмс Болдвин, Маргарет Валкер, Еудора Велти и Ен Муди. 1963. године Еверса је НААЦП постхумно одликовао Спингарновом медаљом. 1969. године у Бруклину у држави Њујорк, као део Градског универзитета у Њујорку, основан је Медгар Еверс Колеџ.
Еверсова удовица Мирли Еверс написала је књигу For Us, the Living with William Peters, 1967. 1983. године, према тој књизи је снимљен телевизијски филм. Прослављајући Еверсов живот и каријеру, у њему су глумили Ховард Ролинс Јр. и Ирен Кара као Медгар и Мирли Еверс, емитирајући се на ПБС. Филм је добио награду Удружења писаца Америке за најбољу адаптирану драму.
Његова удовица Мирли Еверс постала је запажена активисткиња сама по себи, на крају је служила као национални председавајући НААЦП. Мирли је такође основала Институт Медгар Еверс 1998. године, са почетним циљем да сачува и унапреди наслеђе животног дела Медгара Еверса. Предвиђајући обележавање 50. годишњице атентата на Медгара Еверса и признајући међународну лидерску улогу Мирли Еверс, управни одбор Института променио је име организације у Медгар и Мирли Еверс институт.
У јуну 2013. године, статуа Еверса постављена је на његовој алма матер, Државном универзитету Алкорн, у знак сећања на 50. годишњицу његове смрти. Алумни и гости из целог света окупили су се да препознају његов допринос америчком друштву.

Еверсова удовица, Мирли Еверс-Вилијамс, говорила је о његовом доприносу унапређењу грађанских права:
Медгар је био човек који никада није желео обожавање, који никада није желео да буде у центру пажње. Био је човек који је видео посао који је требало обавити и одазвао се позиву и борби за слободу, достојанство и правду не само за свој народ већ и за све људе.
Као херој слободе идентификован је у пројекту The My Hero Project.
2017. године кућа Медгар и Мирли Еверс именована је националном историјском знаменитошћу. Две године касније, 2019. године, ово место је проглашено националним спомеником.

## У популарној култури

### Музика
Музичар Боб Дилан написао је своју песму Only a Pawn in Their Game о атентату 2. јула 1963, на дан који би Еверсу био 38. рођендан. Нина Симон је написала и отпевала Mississippi Goddam о случају Еверс. Фил Окс се на Еверса осврнуо у песми Love Me, I'm a Liberal и написао песме и Too Many Martyrs (такође насловљену The Ballad of Medgar Evers) као одговор на убиство. Метју Џонс и студентски ненасилни координациони одбор Фридом Сингерс снимили су верзију потоње песме.

### Есеји и књиге
Кратка прича Еудоре Велти, Where Is the Voice Coming From?, У којој је говорник замишљени атентатор на Медгар Еверс, објављена је у часопису The New Yorker у јулу 1963.
Адвокат Роберт ДеЛаугтер написао је наративни чланак под насловом "Mississippi Justice" објављен у Reader's Digest о својим искуствима као државни тужилац у суђењу за убиство. Овом извештају је додао у књизи Never Too Late: A Prosecutor's Story of Justice in the Medgar Evers Case (2001).

### Филм
Еверса је Ховард Ролинс приказао у телевизијском филму For Us the Living: The Medgar Evers Story 1983. године.
Филм Ghosts of Mississippi (1996), који је режирао Роб Рејнер, истражује суђење Де Ла Беквиту 1994. године у којем је тужилац ДеЛаугтер из окружног тужилаштва округа Хиндс осигурао осуђујућу пресуду на државном суду. Беквита и ДеЛаугтера глумили су Џејмс Вудс, односно Алек Болдвин; Вупи Голдберг је глумила Мирли Еверс. Еверса је тумачио Џејмс Пикенс јуниор. Филм је заснован на истоименој књизи.
У документарном филму I Am Not Your Negro (2016), Еверс је један од тројице црначких активиста (друга двојица су Мартин Лутер Кинг Јр. и Малколм Икс) који су у фокусу реминисценција аутора Џејмса Болдвина. Болдвин износи околности и своју реакцију на Еверсово убиство.
У филму The Help, из 2011. године, на телевизији се приказује снимак Медгар Еверса који говори за грађанска права, брзо праћен вестима о његовом атентату и увидом у чланак његове удовице објављен у часопису Life.